# Ізраїльсько-польські відносини
Ізра́їльсько-по́льські відно́сини — двосторонні міжнародні відносини між Ізраїлем та Польщею. Мацей Козловський, колишній посол Польщі в Ізраїлі, схарактеризував Польщу як найсильнішого соратника Ізраїлю в Європі. В Ізраїлю є посольство у Варшаві. У Польщі є посольство в Тель-Авіві.

## Історія

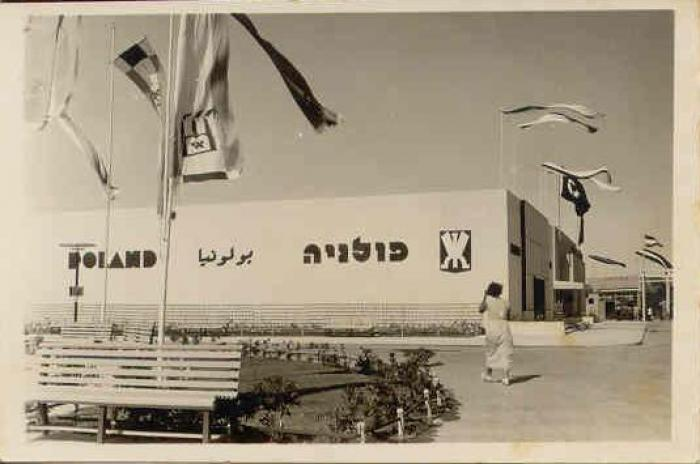
Польський павільйон на Левантській виставці в Тель-Авіві, 1933

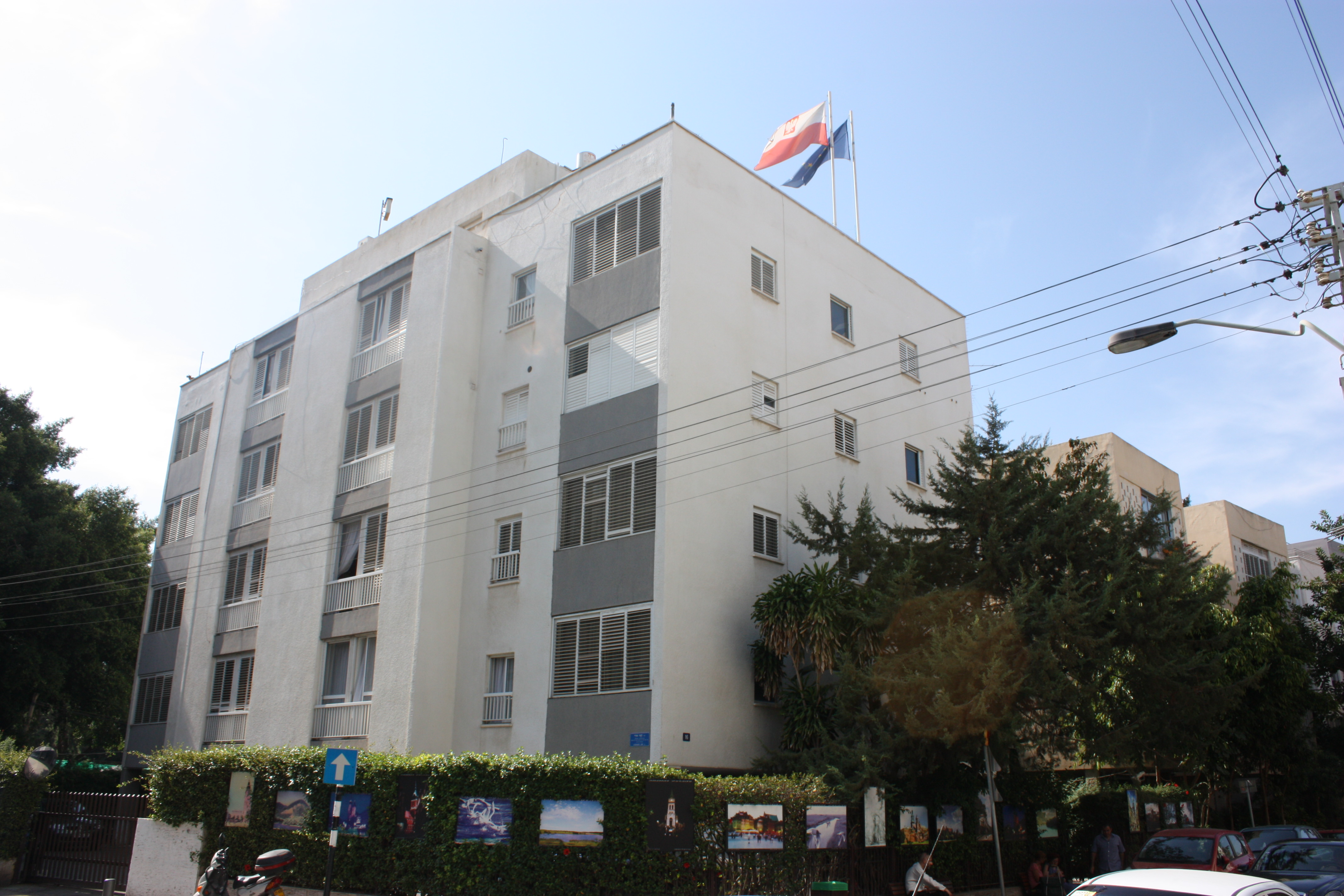
Посольство Польщі в Тель-Авіві

Польща розривала відносини з Ізраїлем після Шестиденної війни 1967 року вслід за іншими державами Східного блоку. Вона стала першою державою Східного блоку, що знову визнала Ізраїль у 1986. Повні дипломатичні відносини було відновлено 1990 року. 1988 року було створено Ізраїльсько-польську торгово-промислову палату.
Після переговорів між прем'єр-міністром Ізраїлю Біньяміном Нетаньягу та прем'єр міністром Польщі Дональдом Туском у Варшаві у січні 2010, лідери пообіцяли поглиблення та розвиток польсько-ізраїльських відносин. 2010 року Ізраїльська рада з міжнародних відносин та Польський інститут міжнародних справ відзначили 20-тиріччя двосторонніх відносин між країнами проведенням Конференції з міжнародної політики в Єрусалимі.